# Мухаммед Васім
Мухаммед Васім (урду محمد وسیم; 29 серпня 1987) — пакистанський професійний боксер, призер Азійських ігор та Ігор Співдружності.

## Аматорська кар'єра
- На чемпіонаті світу 2009 програв у другому бою Александру Александрову (Болгарія).
- На Південноазійських іграх 2010 завоював срібну медаль.
- На Іграх Співдружності 2010 переміг двох суперників, програв у півфіналі Яфету Уутоні (Намібія) і отримав бронзову медаль.
- На Азійських іграх 2010 програв в другому бою.
- На чемпіонаті світу 2011 програв в другому бою.
- На чемпіонаті світу 2013 програв у першому бою.
- На Іграх Співдружності 2014 переміг трьох суперників, програв у фіналі Ендрю Молоні (Австралія) і отримав срібну медаль.
- На Азійських іграх 2014 завоював бронзову медаль.
  - У 1/8 фіналу переміг Рі Чу Іл (Північна Корея) — 2-1
  - У чвертьфіналі переміг Азата Усеналієва (Киргизстан) — TKOI 1
  - У півфіналі програв Шахобідіну Зоїрову (Узбекистан) — 0-3

## Професіональна кар'єра
4 жовтня 2015 року дебютував на професійному рингу.
15 липня 2018 року в бою за вакантний титул чемпіона світу за версією IBF у найлегшій вазі програв одностайним рішенням суддів Моруті Мталане (ПАР), зазнавши першої поразки.
19 березня 2022 року вийшов на бій проти чемпіона світу за версією IBF у найлегшій вазі Санні Едвардса (Велика Британія) і зазнав другої поразки одностайним рішенням.